# Ostinato
În muzică, ostinato („încăpățânat” în limba italiană) este un motiv sau o frază ce se repetă constant în același glas muzical, de obicei, la același teren. Cel mai cunoscut ostinato poate fi Bolero de Ravel. 
Un ostinato este întotdeauna o succesiune de sunete egale, în care fiecare notă are aceeași durată. Ideea unei repetiții poate fi un model ritmic, o parte dintr-o melodie sau o melodie completă în sine. Ambele forme - "ostinate" și "ostinati" sunt acceptate la forma de plural, în limba română și limba engleză, acesta din urmă reflectând cuvântul etimologiei italiene. 
„În cazul în care cadența poate fi considerată ca fiind "leagănul de tonalitate", modelele ostinato pot fi considerate "loc de joacă" în care a crescut "puternică" și "sigură pe sine" - muzica.”—Edward E. Levinsky 

## Muzica clasică
Un celebru tip de ostinato, numit crescendo Rossini, își datorează numele de la un crescendo care stă la baza unui model muzical persistent, care culminează, de obicei, într-o cadență vocală-solo. Acest stil a fost imitat de mulți compozitori, in special Vincenzo Bellini, și mai târziu de Wagner. Mozart folosește la sfârșitul actului al 2-lea din Nunta lui Figaro, un ostinato pentru a transmite un sentiment de suspans - Contele Almaviva, gelos, încearcă în zadar să o incrimineze pe soția sa, contesa.

## Basul solo

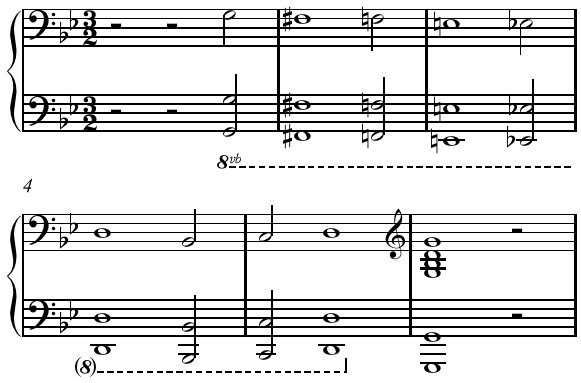
"Dido's Lament" - bas solo, măsurile 1–6.

Popularitatea elementului ostinato, poate fi, de asemenea, justificată prin ușurința lui, precum și printr-o gamă, deși... ostinato trebuie să fie utilizat judicios, deoarece suprasolicitarea acestuia poate duce rapid la monotonie. 

Basul solo din Canonul lui Pachelbel.

Basul solo sau Basso ostinato (bas încăpățânat) este un tip de variație în care un bas, sau un model armonic se repetă ca bază a unei piese sub variații. Aaron Copland  descrie basul ostinato ca cel mai ușor de recunoscut din variația formată în care, o expresie, o "cifră", acompaniază elementele muzicale sau o melodie reală. Cu toate acestea, Aaron spune că, ar putea fi mai corect numit -- un dispozitiv muzical decât o formă muzicală.
Ostinato joacă un rol important în muzica improvizată, cum ar fi în jazz și muzică barocă. Ostinati sunt adesea folosiți în jazz modal și latino, muzică tradițională africană, inclusiv muzica Gnawa,  și boogie-woogie.

## Instrumente din Sahara

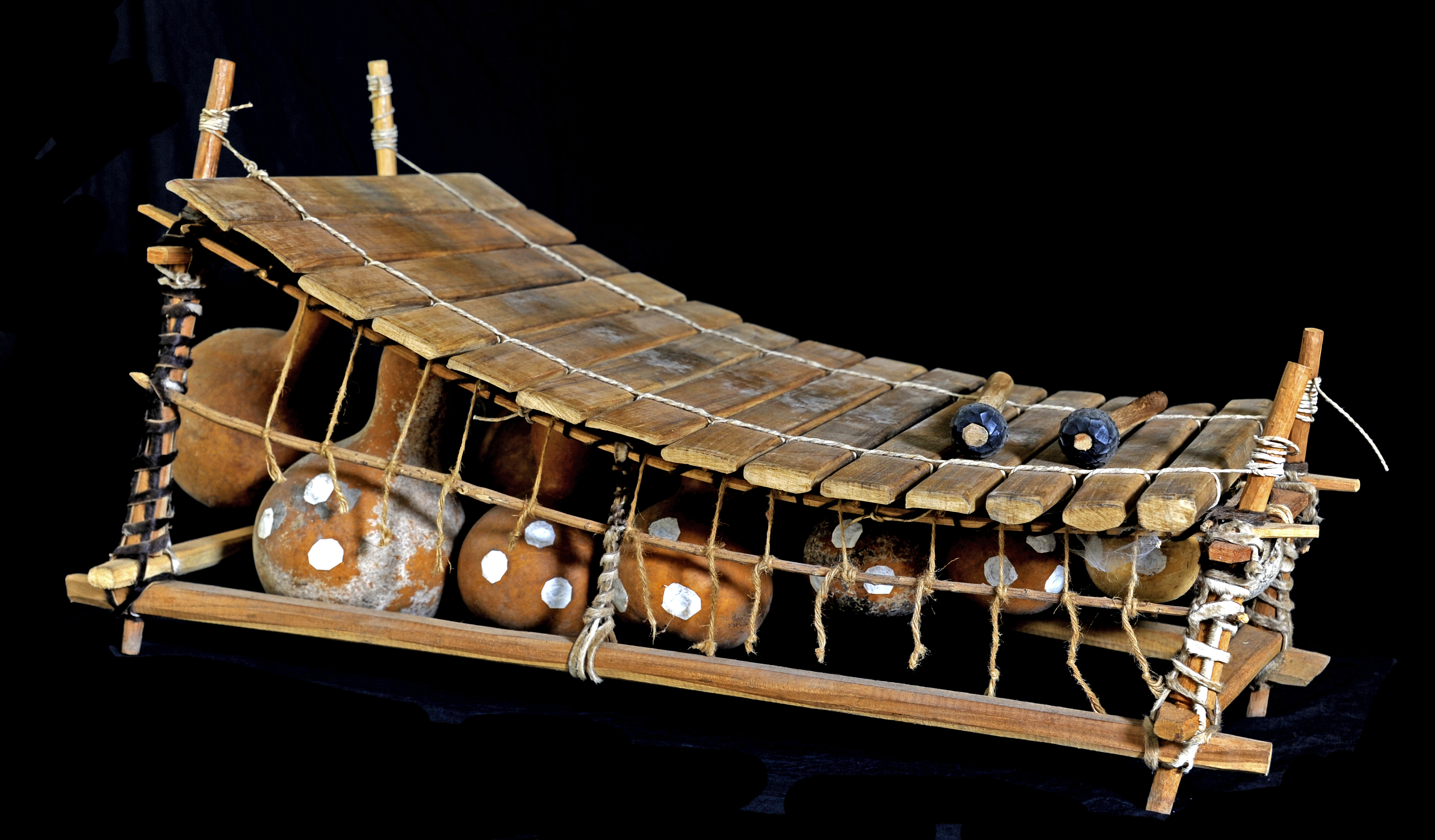
Un gyil din Ghana

### Structura
Multe instrumente create în Sahara de sud sunt făcute pentru a cânta melodii ce conțin ostinati. Acestea includ lamelofoane, precum mbira, xilofoanele, balafonul, bikutsi, și gyilul. Ostinati sunt, de asemenea, cântați la instrumente cu coarde, cum ar fi Kora, gangoqui și ansamblurile cu clopote și tobele cu ansambluri înclinate.  În următorul exemplu, un gyil într-un eco-ritm de trei doimi. Cu mâna stângă se cântă notele mai mici și cele două măsuri principale, în timp ce mâna dreaptă (notele superioare) cântă cele trei eco-beat-uri. 

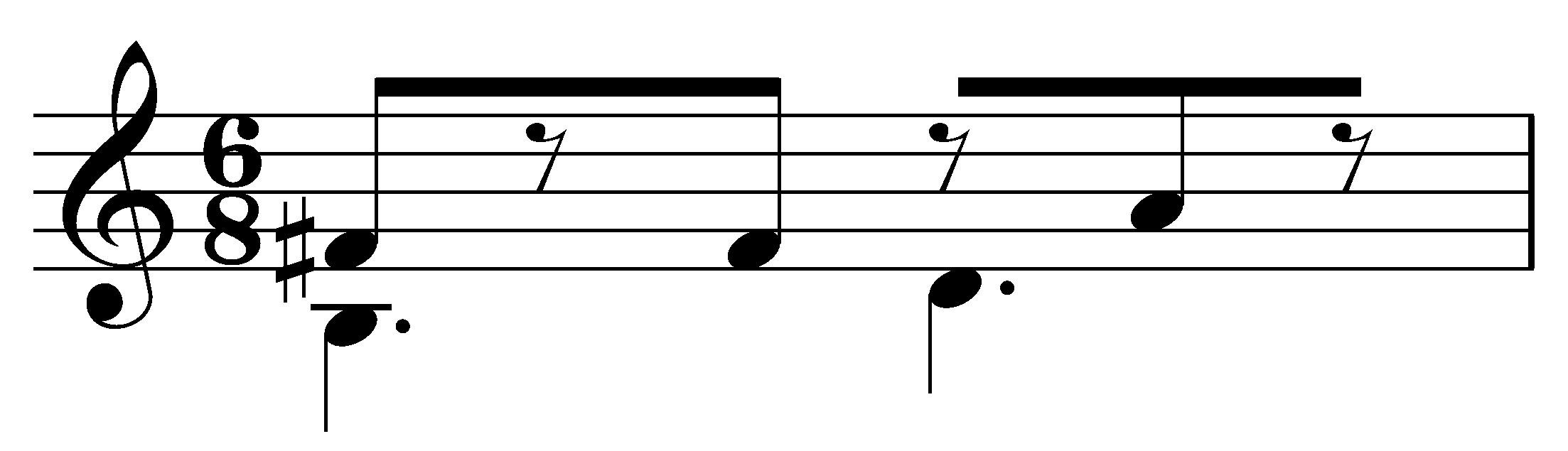
Partitură cu ostinato pentru gyilul ghanaian.

### Influența armoniei europene
Trupele de dansuri populare din Africa de Vest și regiunea Congo dansează pe melodii de chitară, ce au ostinati. Piesele de chitară din Africa au atras o varietate de surse, inclusiv mbira indigenilor, precum și influențele străine, cum ar fi James Brown - "tip riff funk". Un stil muzical cubanez - "guajeo" a avut o calitate atât de familiară și exotică pentru muzicienii africani. Treptat, diverse stiluri de chitară regionale au apărut.

După cum afirmă Moore, 
„"S-ar putea spune că progresiile I - IV - V - IV [progresii pentru corzi] sunt pentru muzica latino sau blues.”
"  Cu toate acestea, interpreții de muzică populară din Africa nu au aceleași progresii.
Ciclul armonic CFGF [I-IV-V-IV] al muzicii populare, pur și simplu nu poate fi definit ca o progresie tonică pentru subdominant, deoarece, în aprecierea interpretului, ciclurile sunt de statut egal, și nu în orice ordine ierarhică ca în muzica vestică.-(Kubik 1999)

## Guajeo cubanez
Un guajeo este o melodie tipic-cubaneză ce cuprinde foarte mulți ostinati. Guajeo a fost cântat pentru prima data ca acompaniament la ansamblul unui cântec folcloric în gen changüí și cu muzică son.   Guajeo este o componentă fundamentală a genului muzical salsa, și jazz latin.

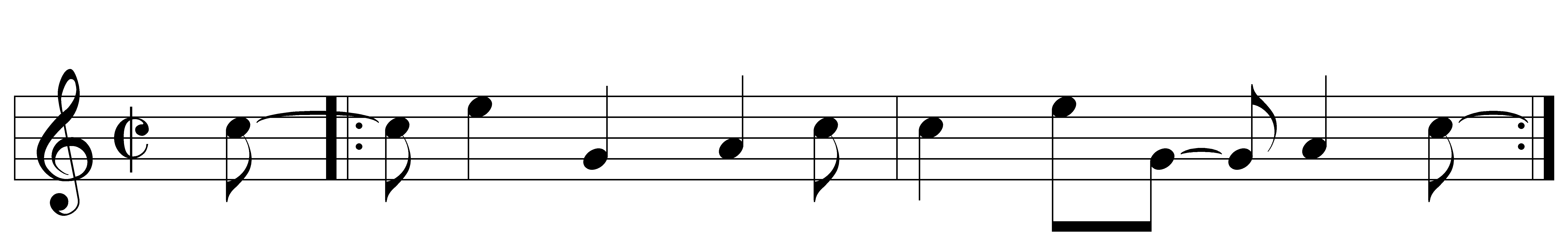
Guajeo cubanez.

## Riff
David Brackett (1999) definește riff-urile ca fraze scurte melodice, în timp ce Richard Middleton (1999)  le definește ca figuri scurte ritmice, melodice, armonice sau repetițiile unei forme muzicale a unui cadru structural. Rikky Rooksby  afirmă că un riff este o scurtă repetiție a unei fraze muzicale, memorabilă, în care se "concentrează" o mare parte din energie și entuziasm, ca în cazul unui căntec rock.
Cei mai mulți muzicieni rock, folosesc riff-ul ca sinonim pentru ideea muzicală.   Etimologia termenului "riff" nu este cunoscută. Unele surse explică faptul că "riff" este o abreviere pentru figura ritmică sau pentru refren.  Utilizarea termenului este folosită în comedii, sub forma "riffing", cu sensul explorării verbale într-un anumit subiect. În înregistrarea din 1945 a lui Charlie Parker termenul riff este popularizat. 

### Folosirea în jazz și în R & B
În jazz și R & B, riff-urile sunt adesea folosite ca punct de plecare pentru compozițiile mai lungi.
"Versetul din Hucklebuck" a "împrumutat" riff-ul din compoziția lui Matthews Artie, "Wary Blues". Toate aceste cântece folosesc douăsprezece riff-uri de blues, iar cele mai multe dintre aceste riff-uri, probabil preced exemplele date. 
Nici unul dintre termenii "Riff" sau "lick", nu e folosit în muzica clasică. În schimb, frazele muzicale individuale, folosite ca baza pieselor muzicale clasice, sunt numite ostinati sau pur și simplu fraze. Compozitorii de jazz contemporani pot folosi, de asemenea, riff-urile lick ca și ostinati în muzica modală.

### "Riff-driven"
Termenul "riff-driven" descrie o bucată muzicală, ce se bazează pe un riff instrumental repetat ca baza unei melodii. Melodiile "riff-driven" sunt în mare parte un produs al stilurilor muzicale jazz, blues și muzică din era post-blues (rock și pop). Scopul cântecelor gen "riff-driven" este asemănător cu efectul continuo clasic, dar cu o importanță mult mai mare.
Câteva exemple de melodii riff-driven sunt "Day Tripper", și "I Feel Fine" compuse de The Beatles,  "(I Can't Get No) Satisfaction" compus de Rolling Stones,  "Black Dog" compus de Led Zeppelin,  "Outshined" compus de Soundgarden,  "Enter Sandman" compus de Metallica,  "Smoke on the Water" compus de Deep Purple,  "Holy Wars ... The Punishment Due" compus de Megadeth,  și "The Trooper" compus de Iron Maiden. 

## Acompaniament improvizat

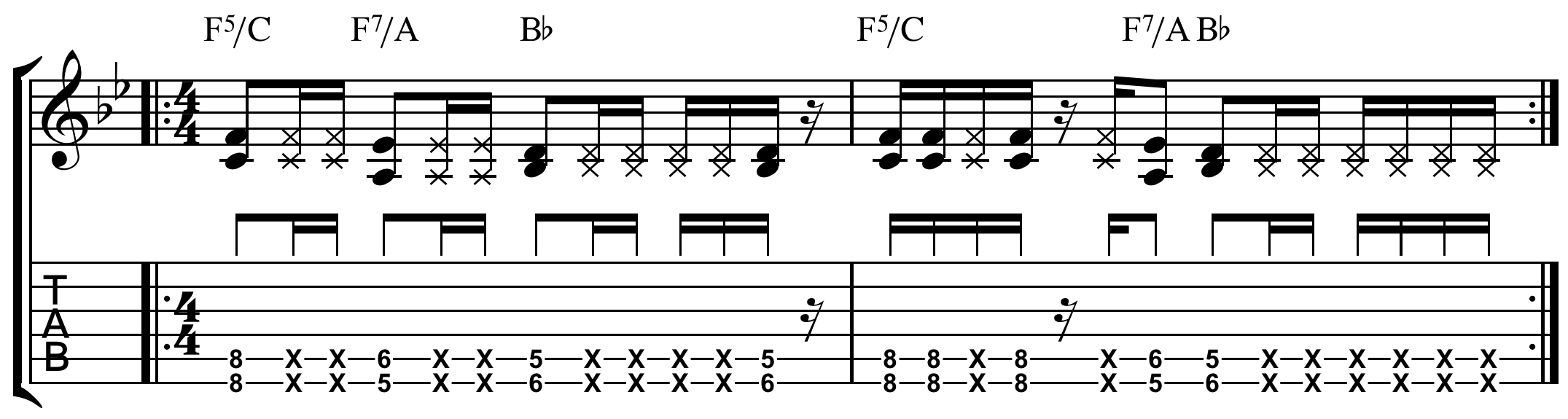
Un riff-vamp tipic muzicii R & B

În muzică, acompaniamentul improvizat este o figură muzicală, a cărei secțiune se repetă,  sau un acompaniament utilizat în jazz, gospel, soul, și în teatrul muzical.  Acompaniamentele improvizate sunt, de asemenea, găsite în rock, funk, reggae, R & B, pop, country, etc.   Termenul a apărut frecvent în instrucțiunea "Acompaniamentul muzical e gata" - la partiturile cântecelor populare din anii 1930 și 1940, indicând faptul că acompaniamentul ar trebui să repete fraza muzicală până când vocalistul era gata. 
Echivalentul în muzica clasică este ostinato, în hip-hop este "loop" și în muzica rock este riff-ul. 
Termenul de acompaniament muzical, mai înseamnă improvizarea unui acompaniament simplu sau a unei variații. Denumirea englezească a acompaniamentului improvizat este vamp, care mai înseamnă și a petici sau vampir. De asemenea, în afară de denumirea sa din muzică, vamp ca verb înseamnă "a pune cap la cap" sau "a improviza". 

Deși mai toate piesele au o formă de repetiție, piesele care sunt mai variate, au tendința de a spune o poveste, cu o structură narativă. Melodii gen riff pot exprima o atitudine, un stil de personalitate, o identitate sau o dispoziție.
Printre artiștii bine cunoscuți pentru faptul că compun piese cu o abordare bazată pe acompaniament improvizat, riff sau ostinato, sunt:
| Artist/Artiști  | Compoziție                                   |
| --------------- | -------------------------------------------- |
| Jimmy Page      | "Ramble On" și "Bron Yr Ayur"                |
| Nine Inch Nails | "Closer" și "Ringfinger"                     |
| Beck            | "Loser", "Where Its At" și " Devils Haircut" |

Printre exemplele clasice de acompaniamnete impovizate în jazz, se numără:
"O noapte în Tunisia", "Take Five", "A Love Supreme", "Voyage Maiden", "Cantaloupe Island",  și "Chameleon" Exemplele rock includ "Loose Change" de Neil Young și Crazy Horse și "Mai devreme sau mai târziu" de X. King.

### Jazz și Jazz-latin
Un acompaniament improvizat de la începutul unei melodii jazz poate acționa ca o rampă de lansare pentru tonul principal, acompaniamnetul improvizat, care la sfârșitul unui cântec este adesea numit etichetă.

### Exemple
"Take Five", începe cu o repetiție, iar piesa are măsura 5/4. În această melodie, pianistul Dave Brubeck cântă de-a lungul piesei (cu excepția soloiului de tobe al lui Joe Morello și o variație pe acorduri în secțiunea de mijloc).
Muzica din perioada modală - Miles Davis (c.1958-63) s-a bazat pe melodiile improvizate, cu un număr mic de acorduri. Savantul Barry Kernfeld numește această muzică (jazz) muzica acordurilor improvizate. Această perioadă a muzicii lui Davis a fost, de asemenea, numită jazz impresionist, deoarece folosește aceleași caracteristici muzicale și dispozitive ca așa-numitul stil impresionist de muzică clasică al lui Maurice Ravel și Claude Debussy. 
Exemplele includ outro-urile lui George Benson - "Body Talk" și "Plum" și modificările solo la piesa "Breezin".  Următoarele piese sunt "dominate" de acorduri improvizate: versiunea lui John Coltrane, Kenny Burrell, și a lui Grant Green pentru - "My Favorite Things", "Watermelon Man" a lui Herbie Hancock, "Chameleon" a lui Wes Montgomery și "Bumpin' on Sunset" și "335 Room" a lui Larry Carlton.  Un exemplu de utilizare a acordului improvizat în muzica rock mai este și secțiunea de baladă a piesei compuse de trupa "Queen" - "Bohemian Rhapsody". 
Stilul afro-cubanez al acompaniamentului improvizat este cunoscut și sub numele de guajeo, care este utilizat în standardul jazz be-bop/jazz latin în piesa "A Night in Tunisia" ("O noapte în Tunisia"). În funcție de muzician, repetiția din piesa "O noapte în Tunisia", ar putea fi numită ostinato, guajeo, riff, sau chiar catalogată ca și acompaniament improvizat.

### Gospel, soul și funk
În muzica soul, sfârșitul unei melodii înregistrate conține adesea un display de efecte, cum ar fi scale vocale rapide, arpegii, și pasaje improvizate. Pentru înregistrări, inginerii de sunet fac sa dispară treptat secțiunea acordurilor improvizate, la sfârșitul unui cântec, pentru trecerea la piesa următoare de pe album. Cântăreți Salsoul, cum ar fi Loleatta Holloway au devenit cunoscuți pentru improvizațiile vocale la sfârșitul melodiilor, și sunt prelevate și folosite în alte cântece. Andrae Crouch a extins utilizarea de acompaniamente improvizate în muzica gospel, și a promovat introducerea acompaniamentelor improvizate în lanț (un acompaniament improvizat după altul, deci fiecare acompaniament va fi succesiv). 
Muzica funk din 1970 are de multe ori o scurtă cifră muzicală bazată pe un singur acord care ar putea fi considerat un acompaniament improvizat în introducerea din muzica jazz sau muzica soul, iar apoi folosește acest acompaniament improvizat ca bază a întregului cântec (Drummer Funky cu James Brown, de exemplu). Spre deosebire de jazz, blues și rock, funk se bazează pe canalul ritmic de percuție și instrumente din secțiunea ritmică. 
Exemplele cele mai multe includ acompaniamente improvizate în diferite piese, cum ar fi: "Superstition" de Stevie Wonder  și Little Johnny Taylor cu piesa "Part Time Love", care dispune de o improvizație extinsă pe un acompaniament improvizat. 

### Teatru muzical
În teatrul muzical, acompaniamentul improvizat, este de o bucată muzicală fără versuri, care începe o copie a unui cântec  Acompaniamentul improvizat oferă cântăreților timp pe scenă pentru a se pregăti pentru piesa sau versetul următor, fără a fi necesară pauza. 
Acompaniamentul improvizat servește la trei scopuri principale: oferă cheia, stabilește ritmul, și oferă context emoțional..   Acompaniamentul improvizat poate fi la fel de scurt ca un ton de clopot (un ton de clopot armonizat cu accent pe nota de plecare).  

### Muzică eletronică

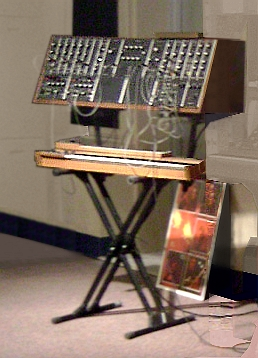
Sintetizator Moog

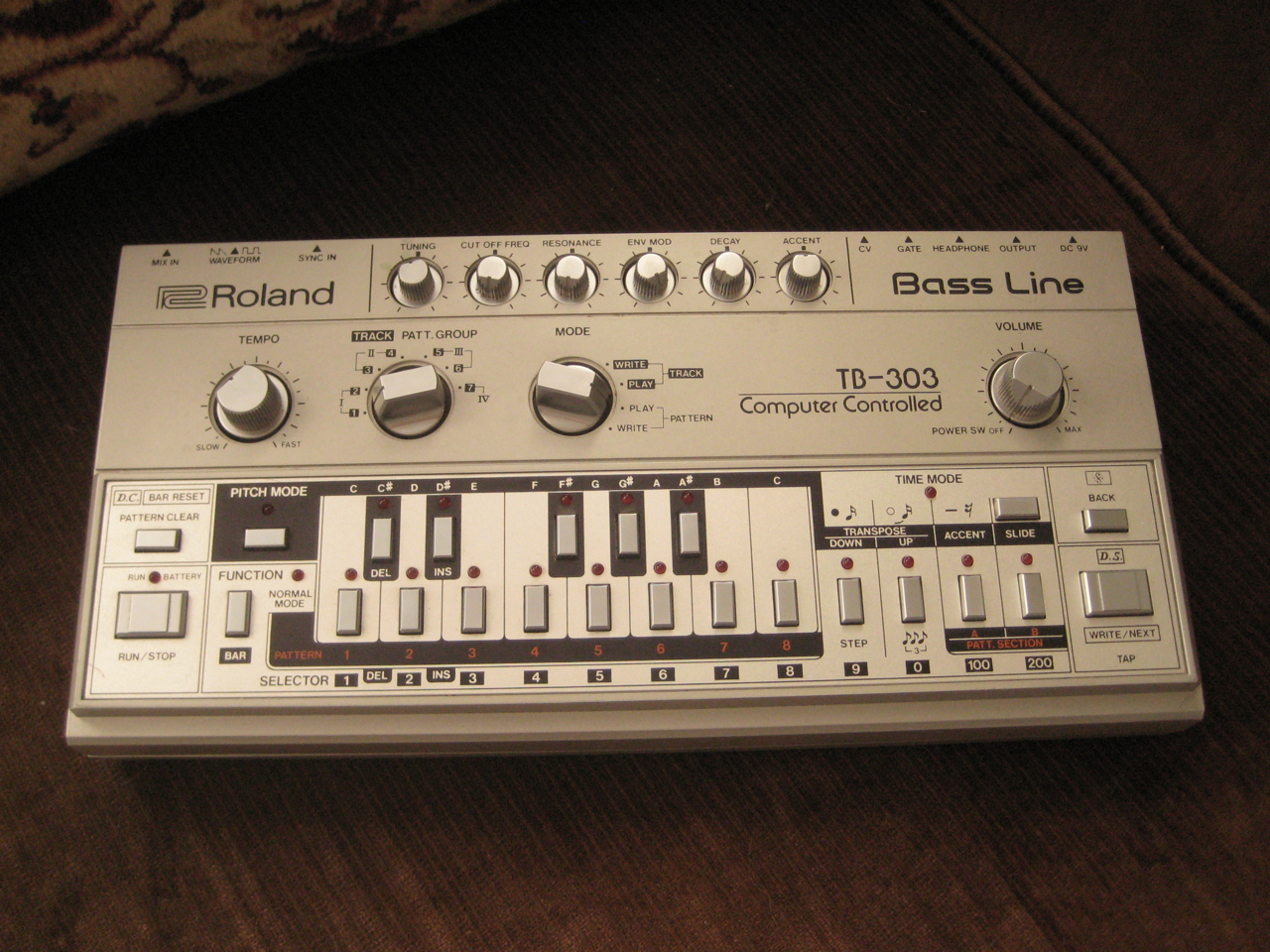
Roland TB-303

Primele ostinate în muzica electronică au fost create pe sistemele sintetizatoarelor Moog.  Într-o școală din Berlin de muzică electronică, Tangerine Dream și Klaus Schulze utilizează atât bași ostinati precum și alte secvențe repetitive. Inițial, secvențele analogice care alcătuiesc acești ostinati au fost introduse prin stabilirea butoanelor pe Moog 960 sequencer sau prin stabilirea cursoarelor de pe Sequencer ARP. La mijlocul anilor șaptezeci, Oberheim a introdus -2 DS Sequencer Digital, care a permis pana la 72 stocări. Multe secvențe au început să fie adăugate la sintetizatoare Arpeggiators. Multe trupe synth pop, cum ar fi Tubeway Army folosesc bași ostinati la sintetizatoarele Arpeggiators.
Muzica electronica, s-a bazat pe basslines-ostinato cum ar fi, de exemplu, ostinati care pot fi cântați pe sintetizatorul Roland TB-303 (care a fost inițial dezvoltat în 1982 de către Roland ca un "substitut" pentru chitara-bas). Având în vedere că Roland TB-303 poate fi controlat pentru a reda înregistrări la diferite viteze și are un sequencer-model foarte bun, este foarte ușor să cânți basslines-ostinato cu acest sintetizator și genuri ale muzicii electronice, cum ar fi acid house sau trance psy.

## Muzica clasică indiană

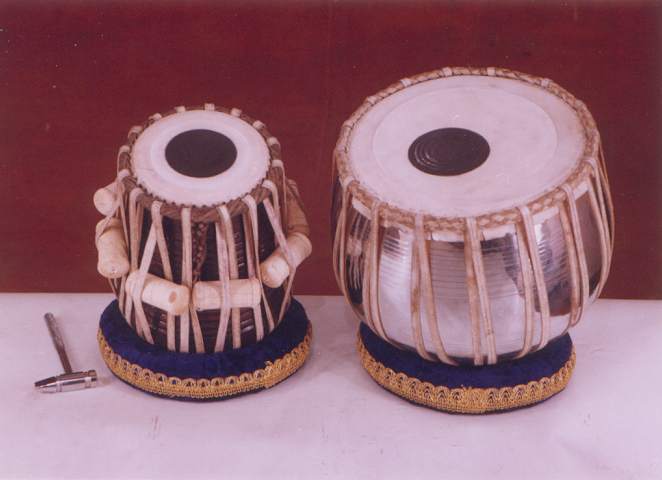
Tabla(instrument muzical)

În India, pe vremea când oamenii cântau la un instrument numit Tabla sau la Pakhawaj și Kathak acompaniați de dansatori, exista un model melodic conceptual cunoscut sub numele de Lehara (uneori scris Lehra) sau Nagma este cântat în mod repetat de-a lungul oricărui cântec. Acest model melodic se execută pe baza măsurii cântecului (Tala sau Taal).
Ideea de bază modelului Lehara este de a oferi un cadru melodios, constant și să păstreze ciclul de timp pentru improvizațiile ritmice. Ea folosește nu numai solistului, dar și pentru ca publicul să aprecieze ingeniozitatea improvizațiilor. În muzica clasică indiană, conceptul de "sam" (pronunțat ca "sum") poartă o importanță capitală. SAM este ritmul unisonului în orice ciclu ritmic. Al doilea cel mai important model ritmic Khali, care este o completare a modelului SAM. Pe lângă aceste două modele importante, există alte modele de accent în orice Taal. De exemplu, "Roopak" sau Taal "Rupak", un ciclu ritmic cu o măsură de 7 bătăi pe minut, este împărțit în 3-2-2. Prin urmare este obișnuit, dar nu esențial să comparăm lehara cu alte modele ritmice și diviziuni ale Taal.
Lehara poate fi cântată pe o varietate de instrumente, inclusiv Sarangi, orgă, sitar, sarod, flaut și altele. Lehara poate fi intercalată cu improvizații scurte și ocazionale. De asemenea, este permisă comutarea între două sau mai multe melodii disparate în timpul cântecului. Este esențial ca modelul Lehara să fie cântată cea mai mare precizie în Laya (tempo) și controlul (Swara) care necesită ani de formare, de specializare (Taalim) și practică (Riyaaz). În India, este considerat un semn distinctiv de excelență să cânți modelul Lehara acompaniat de Tabla sau să cânți la Pakhawaj deoarece este o sarcină dificilă să păstrezi un impuls de echilibru în timp ce percuționistul improvizează sau cântă compoziții dificile în contrapunct. Deși pot exista zeci de instrumentiști talentați, sunt foarte puțini care sunt capabili să cânte Lehra acompaniați de Tabla/să fie capabili să interpreteze o piesă la Pakhawaj.

## Legături externe
- Jazz Guitar Riffs Arhivat în 27 decembrie 2012, la Wayback Machine.
- 'Ostinato' – Falconiero, Marini, Merula, Ortiz, Pachelbel, Purcell, Valente & Anonimi, Jordi Savall, Hesperion XX – Alia Vox 9820
- The Art of the Ostinato